# Lavender Brown
Lavander Brown je izmišljen lik iz serije fantazijskih romanov o Harryju Potterju britanske pisateljice J. K. Rowling.
Je Harryeva sošolka iz Gryfondoma in najboljša prijateljica Parvati Patil, s katero je Harry v četrti knjigi šel na božični ples. Njen najljubši predmet je vedeževanje. V šesti knjigi se zaljubi v Rona, s katerim začne potem tudi hoditi. Dolgo sta skupaj, dokler te zveze ne prekine Ron in to jo zelo potre.